# Armas de la Grecia antigua

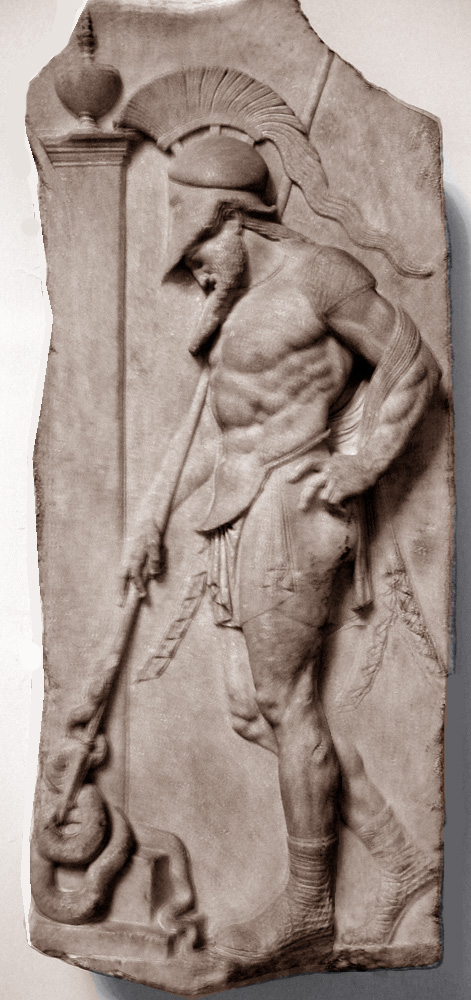
Soldado griego

Los guerreros más antiguos de la antigua Grecia de que nos hablan los escritores griegos Heracles, Peripheto, Teseo y Ereuchalion, llevaban pieles de animales silvestres y por arma, la maza. Esta nación ingeniosa recibió con ansia las lecciones de sus maestros y perfeccionó bien pronto tanto sus armas como sus artes. 
La maza no estaba ya en uso cuando se produjo el sitio de Troya pero sí todas las demás armas pues allí se ven los locrios con hondas hechas de lana; a Teucro tendiendo su arco encorvado al abrigo del escudo de Áyax y a todos los guerreros lanzando al instante sus picas y combatiendo después con la espada, que llevaban en un cinturón atravesado como bandolera y cayendo sobre el muslo. Vemos a Agamenón echar al hombro su espada adornada de clavos de oro, con una vaina de plata atada con correas de oro. También una especie de cuchillo o puñal, que puede ser que sirviese menos para los combates que para los sacrificios, pero el hacha se empleaba para uno y otro uso. La mayor parte de estas armas eran de cobre y había pocas de hierro. Con todo, los héroes Griegos y Troyanos no desdeñaban la más antigua. 
El jefe de los Griegos combatía con la lanza, la espada y grandes piedras. Héctor, herido por Áyax, se aparca, coge con su robusta mano un gran guijarro negruzco, lo arroja, da con él en medio del vasto escudo de su enemigo y resuena en el cobre el golpe terrible. Áyax entonces toma una piedra mucho mayor y dándole una vuelta en el aire la tira con toda su inmensa fuerza y semejante a una rueda de molino, rompe el escudo, hiere en las rodillas al héroe y le derriba. Otros muchos emplearon la misma arma o padecieron sus efectos.

## Armas defensivas
Las armas defensivas eran:
- la coraza de cobre o de tela, cubierta algunas veces con la piel de una fiera y con diversos adornos
- la mitra
- el ceñidor de planchas de cobre, el casco de piel de perro marino, de toro o de comadreja, habitualmente con un penacho de crines de caballo y atado por debajo de la barba con una correa, aunque los guerreros más jóvenes lo llevaban sin cono y sin penacho
- el escudo redondo u oblongo, que cubría todo el cuerpo, estaba hecho con varias capas de cuero de buey y cubierto de planchas de cobre o de estaño. Soldado griego

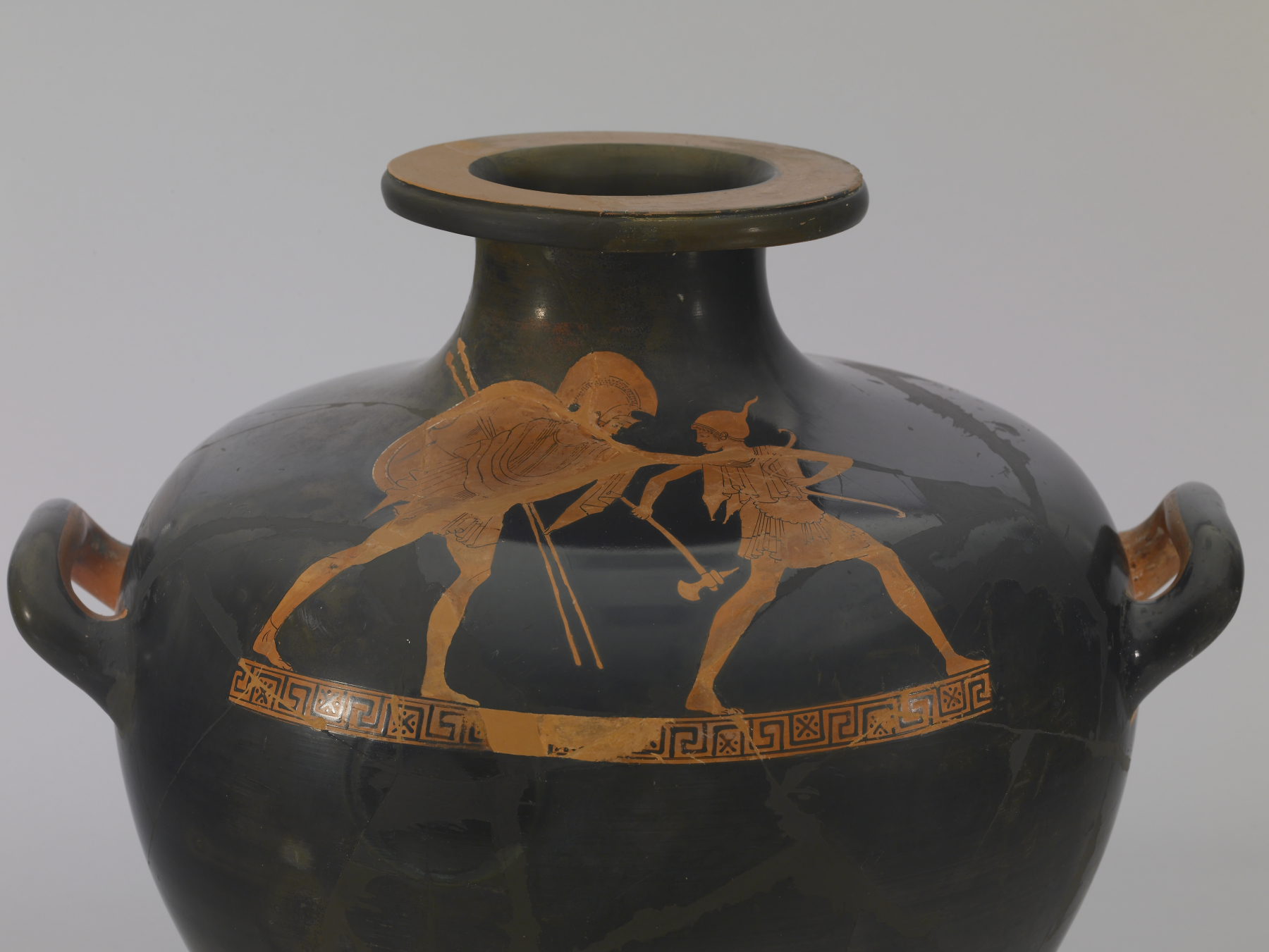
Soldado griego

El escudo de Eneas tenía dos planchas de cobre, otras dos de estaño y una de oro. El de Néstor era enteramente de oro y con la embrazadura del mismo metal; éstas eran dos: una se ataba al hombro izquierdo con una larga correa que rodeaba el cuello y cubría el pecho y los dos hombros y el otro se ponía en la mano o brazo izquierdo y cuando no se servían de él se echaba atrás, como Áyax retirándose de delante de los troyanos o como Héctor yendo al combate. El de este guerrero tocaba con el borde del cuero por un extremo el tobillo del pie y por el otro el cuello; también los había de menor tamaño y se daban a los menos valerosos.
Las cnémidas o botines de cobre se ataban con corchetes y algunas veces se hacían estas armas de una composición de muchos metales.

## Armas por pueblo

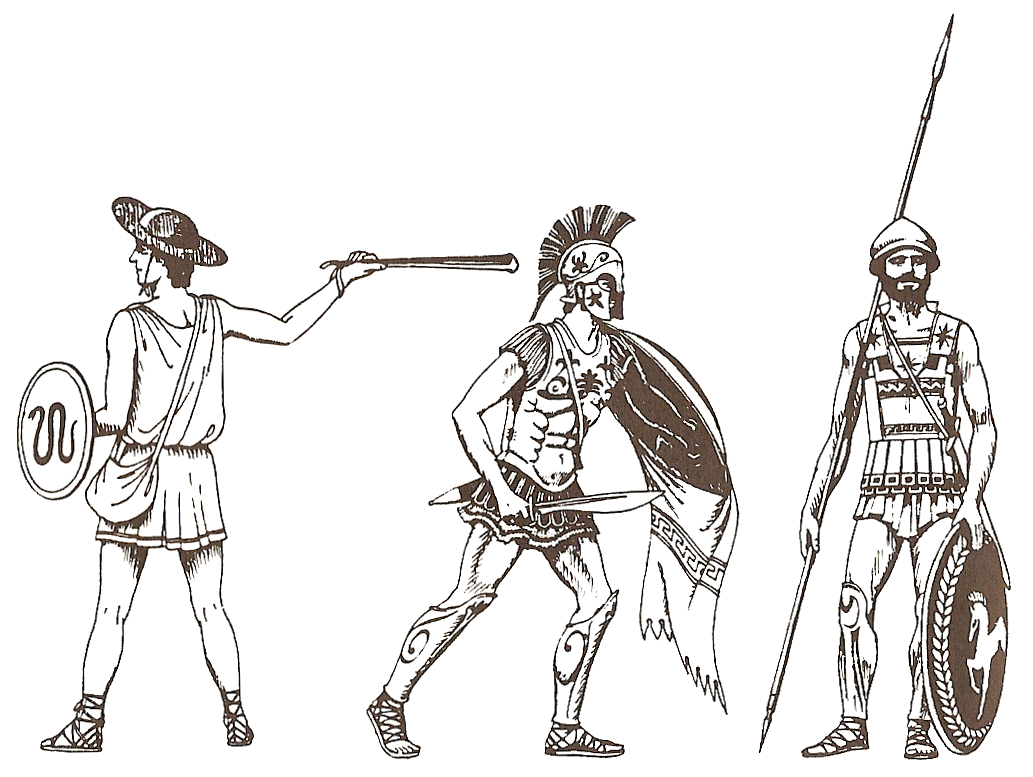
Soldados en la guerra contra los Persas

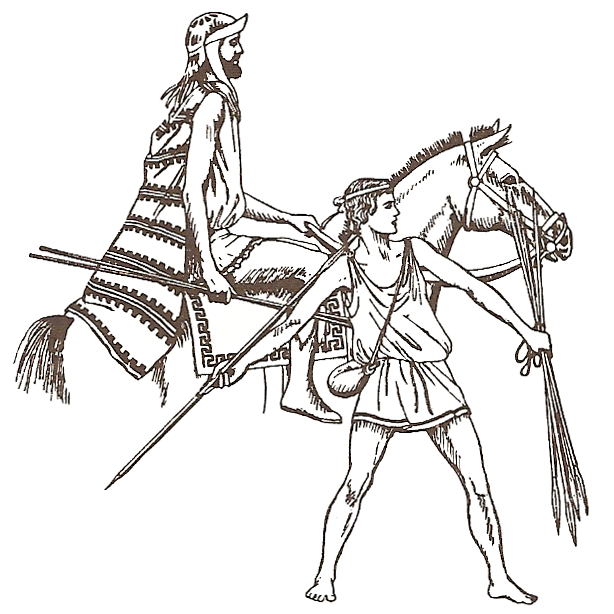
Soldados griegos en la guerra contra los persas

En los siglos siguientes los griegos conservaron el uso de todas sus armas: cada pueblo las adoptó en todo o en parte, e hizo diversas variaciones, según sus instituciones, sus artes, sus riquezas, sus costumbres y su carácter: 
- Atenas y Lacedemonia las tuvieron de todos los tipos: las de los hoplitas eran la pica, la espada, el casco, el escudo redondo u oblongo, la coraza y los botines
- las de los Palos, el dardo, el arco y la flecha, la honda y también el palo y las piedras
- la mayor parte de los etolienses usaban de la armadura psila o ligera
- las de los Peltastas eran el dardo más pequeño que la pica y la sarisa y más pesado que el de los psilos, el casco y el bonete Lacedemonio o arcadio y los botines y la coraza de malla o de anillos delgados, el pelta, pequeño escudo y ligero, redondo o cuadrado, del que esta especie de tropas había tomado el nombre; la media coraza y la mayoría de las veces, un ligero casco.

La espada de los espartanos era corta. Cuando la pica dejó de ser arma arrojadiza se hizo más larga. Las de los griegos excedían a las de los persas en las Termópilas. Las hubo de diferentes tamaños; la más pequeña no debía pasar de ocho codos.
En el combate de Pylo los lacedemonios tenían corazas de fieltro o de lana abatanada y llevaban también sobre sus cascos gorros de fieltro, semejantes a los de los arcadios. En la guerra de Mesenia los que no ceñían ni coraza ni escudo (los arcadios de las montañas especialmente estaban en este caso), se cubrieron con pieles de cabra, de carnero o de bestias salvajes. En la batalla de Mantinea los hoplitas arcadios tenían maza como los tebanos. Los beocios, cascos que cubrían enteramente la cabeza y el cuello y no impedían la vista. 
Ifícrates hizo grandes mutaciones en las armas de los Atenienses (360 a. C.) que hasta su tiempo se habían servido de escudos terribles y difíciles de manejar y los redujo al solo grandor suficiente para cubrir el cuerpo y a la ligereza necesaria para moverse con ellos a todos lados. Como este escudo se parecía al pelta, los hoplitas tomaron entonces el nombre de Peltastas. 
Contraría mutación practicó Ifícrates con la pica y con la espada, aumentando aquella un tercio y ésta casi la mitad y como la experiencia comprobó las ventajas, se hizo célebre la invención de este General. Dispuso también dar al soldado un calzado más ligero y cómodo que se llamó iphicratico y mudó también las corazas de cobre en corazas de tela, cubiertas de planchas de hierro en forma de escamas. 
Los macedonios, armados como los otros griegos, se distinguían en la más perfecta dimensión de sus escudos y en sus picas llamadas sarisas: aquellos eran redondos, de cobre, medianamente cóncavos, de ocho palmos de diámetro y la concavidad de tres. La sansa debía ser de dieciséis codos pero no tenía en efecto más que catorce.
Las armas del Peloponeso padecieron grandes variaciones, como las de Atenas en tiempo de Ifícrates. Philopæmen, General de los aqueos, restableció los usos antiguos, reformó los vicios introducidos en el armado y ordenanza de las tropas. Los aqueos tenían escudos ligeros, fáciles de manejar pero insuficientes para cubrir el cuerpo y picas mucho más cortas que las sarisas; se formaban en falange; pero con armas tan débiles este cuerpo no era a propósito ni para la carga ni para el synapismo. Philopæmen les hizo tomar en lugar del escudo macedonio la sarisa, el casco, la coraza y todo el armamento de los hoplitas poniéndolos así en estado de combatir a pie firme en lugar de escaramuzar como los Peltastas. Esta fue una mutación contraria a la de Ifícrates que transformó en Peltastas a los hoplitas y parece que no era tan propia de un hombre de guerra. 
La caballería griega, pesadamente armada, llevaba la larga carga, la mediana, la media, la espada o sable corvo, el dardo, el casco, la coraza, el escudo y los botines. La que estaba armada de escudos se llamaba thyreophora y la que tenía dardos xystes, xystepbora. La caballería ligera o acrobalística, es decir, que combatía de lejos, tenía media pica, dardo, arco y flechas; la que usaba media pica o dardo, espada y hacha, se llamaba hypaconihta o tarentina y la que estaba armada de arcos y flechas hippotoxita o escytha. 
Alejandro formó una tropa de caballería semejante a nuestros dragones, a la que puso el nombre de duplocombatientes: estaba armada más ligeramente que los hoplitas y más pesada que la otra caballería y combatía a pie o a caballo. Un hyperete que seguía a cada caballero, tomaba su caballo y el caballero quedaba hoplita. Alejandro tuvo también caballería sarisophora.
La caballería cataphracta era aquella en que los hombres y los caballos estaban cubiertos de armas defensivas. El caballero llevaba una coraza de tela cubierta de anillos o mallas delgadas o de pequeñas planchas de hierro que se encogían como las escamas: algunas eran simplemente de tela y otras de cuerno. Tenían quijotes y manoplas y los caballos guardaflancos y frontones. Jenofonte había puesto una armadura casi semejante; puede ser que fuese por lo que había visto en Asia donde era común y que no pasó hasta muy tarde a Grecia, donde nunca fue con todo general.